# 영국 문화도시
영국 문화도시(UK City of Cultures)는 1년 동안 영국의 도시(혹은 지역)에 부여되는 지정으로, 문화 주도 재생을 위한 문화 축제를 개최한다. 영국 문화언론체육부가 스코틀랜드, 웨일스, 북아일랜드 정부와 협력하여 관리하는 영국 전역의 프로그램은 리버풀이 2008년 유럽 문화 수도 지정을 통한 사회적, 경제적 이익을 가져다 준 성공을 기반으로 만들어졌다. 그레이터런던에서만 입찰하는 경우 경쟁에서 제외되나, 영국 수도의 자치구 및 장소는 그레이터런던 외부의 도시나 장소와 공동 입찰해 제출할 수 있다.
영국 문화도시는 4년에 한 번씩 선정되는 영국 문화도시는 2013년 데리를 시작으로 2017년 킹스턴어폰헐, 2021년 코번트리가 선정되었으며, 2025년에는 브래드퍼드로 선정되었다.

## 영국 문화도시 목록
| 연도   | 도시         | 최종 후보 도시                             | 발표일           |
| ------ | ------------ | ------------------------------------------ | ---------------- |
| 2013년 | 데리         | 버밍엄, 노리치, 셰필드                     | 2010년 7월 15일  |
| 2017년 | 킹스턴어폰헐 | 던디, 레스터, 스완지베이                   | 2013년 11월 20일 |
| 2021년 | 코번트리     | 페이즐리, 스토크온트렌트, 선덜랜드, 스완지 | 2017년 12월 7일  |
| 2025년 | 브래드퍼드   | 더럼구, 사우샘프턴, 렉섬                   | 2022년 5월 31일  |